# 包办婚姻
包办婚姻指的是并非由结婚者来决定對象的婚姻。包辦婚姻不一定是強逼婚姻，有些包辦婚姻是得到結婚者同意由他人代替他們選擇對象。

## 宗教
《舊約圣经》申命记7:3中“不可将你的女儿嫁给他们的儿子（是指异族异教徒），也不可使你的儿子娶他们的女儿”这句话中表明了父亲有包办儿女婚姻的权力。
《圣经》里没有婚前爱情描写。在圣经《创世纪》中上帝安排亚当与夏娃结婚。上帝从来没有批评过婚姻包办。（曹菁《爱情信仰论》）

## 中国大陸
不少地區古代上層社會的婚姻大多为包办婚姻，中國是其中之一，後來擴展至中下層人民。在包办婚姻中，丈夫如对婚姻不满意，可休妻、納妾或另娶。但由于贞操观念的影响，古代法律又禁止女性單方面提出離婚，妻子通常不会單單因為不滿意包辦婚姻的對象再婚。
1919年前后开始的新文化运动，提倡婚姻自由，接受新思潮的人们开始接受恋爱结婚。1927年后在中共红色根据地，鼓励婚姻自由。1931年，国民政府制定婚姻法，也提倡婚姻自由。
1950年中国大陆实行《中华人民共和国婚姻法》，禁止包办婚姻，1980年通过的新《中华人民共和国婚姻法》依旧禁止包办婚姻，2020年通过的《中华人民共和国民法典》第一千零四十二条仍旧继承了婚姻法中的规定禁止包办婚姻。由于国民党和共产党都提倡婚姻自由，因此当时一些青年为了逃避家庭的包办婚姻而加入国民党或者共产党。胡适反对包办婚姻，并以婚姻自由为主题写过一个剧本《终身大事》，影响甚广，但是他自己与包办婚姻的妻子江东秀厮守终身。

## 另見
- 私奔
- 政治婚姻
- 相親

1. ↑  聖經 申命記 第七章